# Gloucester and Sharpness Canal
Gloucester and Sharpness Canal är en kanal i Storbritannien.   Den ligger i grevskapet Gloucestershire och riksdelen England, i den södra delen av landet, 160 km väster om huvudstaden London.